# Славутинський Степан Тимофійович
Степан Тимофійович Славутинський (11 ( 23) січня 1821, Грайворон Курської губернії † 29 вересня 1884) — російський письменник, белетрист.

## Біографія
Народився в сім'ї відставного військового, вихідця з середовища дрібнопомісного дворянства. Батько рано помер, мати з сином виїхали в Рязанську губернію, у свій родовий маєток: невелике село Міхєєво Егор'євського повіту з 40 душами кріпаків.
В Рязані Степан Тимофійович навчався в гімназії разом з Я. П. Полонським, майбутнім поетом, тут же почалося захоплення поезією, але в силу матеріальних труднощів закінчити його не зміг — довелося вступити писарем на службу в Рязанську палату цивільного суду.

## Літературна діяльність
На літературне поприще вступив в 1857, помістивши в журналі «Російський вісник» кілька віршів. Бажання стати письменником-професіоналом було настільки велике, що на початку 1859 він виходить у відставку, залишає Рязань, де мав власний будинок і досить забезпечене існування, і з численною родиною поселяється в Москві.
Повісті Славутинської з народного побуту друкувалися в «Російському віснику» («Історія мого діда», «Чітальщіца»), «Современнике» («Своя сорочка», «Життя і пригоди Трифона Афанасьєва»).
З 1860 очолює одну з провідних рубрик журналу «Сучасник» — «Замітки професіонала», потім і розділ «Внутрішній огляд».
Робота Славутинського в «Современнике» збіглася з початком принципових внутріредакціонних розбіжностей в цьому знаменитому виданні, що призвели в підсумку до розриву Чернишевського-Добролюбова-Некрасова з Толстим — Тургенєвим — Григоровичем. Але Степан Тимофійович не поділяв до кінця революційно-демократичних переконань «Современника», він був радше демократом — просвітителем. Тому він повертається на службу; остаточно виходить у відставку вже в 1873.
В 1867 — 1868 в газеті «Віленський вісник» публікував фрагменти повісті «Із записок поміщика Петухова» і роману «Чуже добро», перекладання казок про ворону і мороз під заголовком «Литовські перекази і казки», пізніше «Швидкі замітки про побут литовців Ковенської губернії» ( 1870), цикл статей «Губернії Віленського генерал-губернаторства» ( 1871) з докладними статистичними даними про населення Литви і Білорусі та його заняттях. Окремим виданням у Вільно вийшло його оповідання «Слепая» ( 1880).
У підсумку — його зібрання творів так і не зібрано, а писав він багато — і як, власне, письменник, і як мемуарист, і як перекладач, і як видавець підручників з теорії та історії літератури.

## Вибрана бібліографія
- Життя і пригоди Трифона Афанасьєва: Повість С. Т. Славутинської. — М .: Тип. В. І. Ришкова, 1860. — 142 с. Надруковано в журналі «Современник». 1859, кн. 9.

- Повісті та оповідання. — М .: Тип. Лазарєв. ін-ту сх. яз., 1860. — 296 с. Зміст: 1. Чітальщіца. 2. Історія мого діда. 3. Мирська біда.